# Spirotrichea
A Spirotrichea az Intramacronucleata Sal kládja Spirotrichia csoportja egyetlen osztálya. Általában jól látható szájcsillói vannak polikinetidák soraiban, mely a membranellumok adorális zónája, és a sejtszáj előtt kezdődik, és a szájtól balra futnak. Ezenkívül 1 vagy 2 parorális membránja lehet jobboldalt. Testi csillói egyes fajokban polikinetidákká (cirrus) egyesültek, másokban ritkábbak vagy hiányoznak.
Cirrusokkal rendelkező fajai gyakoriak talajban, édes- és tengervízben. Példányai általában laposak, cirrusai ventrálisak. Ezeket többféleképp használják: tárgyak feletti csúszásra, lábként, úszásra vagy bekebelezéshez. Ezeket általában Hypotrichia és Stichotrichia csoportokra osztják, de eredetileg minden tagot előbbibe soroltak.
A ritka testi csillójú vagy testi csillók nélküli fajok kisebbek, és többnyire tengeriek, de egyes fajok édesvízben is gyakoriak. Ezeket általában az Oligotrichia és Choreotrichia csoportokra osztják, de eredetileg minden tagot előbbibe sorolták. Utóbbi tagja a lorikát vagy héjat létrehozó Tintinnida, ide tartozik a legtöbb fosszilis csillós.
A Spirotrichea Otto Bütschli 1889-es eredeti meghatározása szerint a 2 rend egyike volt a Holotricha mellett, és minden kiemelkedő szájcsillókkal rendelkező csillóst tartalmazott, így például a Heterotrichia, a Hypotrichia, az Oligotrichia és a Peritrichia csoportokat, de utóbbit később különválasztották. A Heterotrichia adorális membranellumzónával rendelkezik, és molekuláris és ultraszerkezeti tanulmányok szerint a legtöbb csillóstól hamar különvált. Néhány kisebb csoportja, például a Protocruziida azonban valódi Spirotrichea-klád lehet.
A Spirotrichea többi tagja kládot alkot, de kapcsolataik ismeretlenek. Az Oligotrichia és a Choreotrichia többnyire rokon kládokat alkotnak, azonban a Halteria és néhány közeli rokona, melyeket eredetileg az Oligotrichiába soroltak, önálló kládot alkotnak, és módosult Stichotrichia-tagok is lehetnek. Ezenkívül a Hypotrichia parafiletikus lehet a Stichotrichiára és feltehetően az Oligotrichiára és a Choreotrichiára nézve is. Ez ellentétben áll azzal a korábbi feltételezéésel, mely szerint ezek a legelőrehaladottabb protozoonok.

## Történet
A Spirotricheát Otto Bütschli írta le 1889-ben.

## Genetika
A Hypotrichia COI génjéről az információ 2024-ig viszonylag korlátozott volt, mivel csak 2019-ben jelentek meg hozzá primerek. A többi kládról azonban több információ volt hozzá elérhető. Számos faj könnyen azonosítható SSU rDNS-, ITS- és LSU rDNS-szekvenciák alapján, de a Hypotrichia fajai jobban azonosíthatók a COI alapján.
Kromoszómái jelentősen töredezettek, makronukleusza DNS-replikációját összetett vándorló szerkezet, replikációs sáv hajtja végre.

## Filogenetika
A csillósokon belül a Sal klád tagja. Adl  et al. 2019-es rendszertana szerint helyzete a Sal kládban:
|  | Armophorea   |
|  |              |
|  | Litostomatea |
|  |              |

|  | Euplotia       |
|  |                |
|  | Perilemmaphora |
|  |                |
|  | Licnophoridae  |
|  |                |
|  | Kiitrichidae   |
|  |                |

|  | Armophorea   |
|  |              |
|  | Litostomatea |
|  |              |

|  | Euplotia       |
|  |                |
|  | Perilemmaphora |
|  |                |
|  | Licnophoridae  |
|  |                |
|  | Kiitrichidae   |
|  |                |

## Morfológia
Bal szájpolikinetida-sorozatai általában a sejtszájba vezetnek széles elülső vég körül vagy a sejttest elülső és bal széle mentén. Bal és jobb száj- vagy száj előtti csillói jól láthatók.

## Ökológia
Süllyedő részecskékben élő heterotróf kládként az óceáni biológiai szénpumpa fontos szereplője. Nagyobb mélységekben gyakoribb. Folyótorkolatokban is gyakori, például a Szajna makrotidális torkolatában az egyik leggyakoribb eukarióta klád: a PR2 rendszer alapján közepes relatív gyakorisága 11,4%. Az Északi-sarkon olvadéktavakban gyakori.
Több faja is obligát mixotróf.